# ザ・ライオンズ ミッドキャピタルタワー
ザ・ライオンズ ミッドキャピタルタワーは、愛知県名古屋市熱田区六野にある超高層マンションである。

## 概要
「ライオンズマンション」で知られる大京がマンション供給実績6000棟を記念するプロジェクトとして、瑞穂区に移転した旧名古屋経済大学高蔵高等学校・中学校の跡地に建築され、ブランドも同社最高峰の「ザ・ライオンズ」を与えられた。2009年（平成21年）3月に竣工し、それまで愛知県内で最も高いマンションであった「ザ・シーン城北 アストロタワー」（名古屋市北区、高さ160m）を抜き、同県で最も高い超高層マンションとなった。また、マンションとしての最上階数では中部地方で最も高い47階建てである。

## 構造
- 地上：47階
- 敷地：11860.71m2
- 戸数：390戸（住居383戸）
- 高さ：161.85m
- 構造：RC造

## 建築・施工
- 建築主：大京
- 施工者：竹中工務店

## フロア構成
- 1F：エントランス
- 2 - 16F：オーセンティックステージ 階高3.13m
- 17 - 30F：スーペリアステージ 階高3.13m
- 31 - 42F：エグゼクティブステージ 階高3.28m
- 43 - 46F：ロイヤルステージ 階高3.88m
- 47F：エレベータ機械室、倉庫

## 共用施設

### 1F
- グランドホールラウンジ
- 集会室（コミュニティルーム）
- ミッドキャピタルスタジオ
- 花粉除去用エアシャワー室

### 2F
- キッズパラダイス

### 26F
- スカイライブラリー
- ゲストスウィート

### 40F
- スカイビューラウンジ

## 立地
- イオンモール熱田 - 隣接（専用通路で連絡）。
- JR東海道本線 熱田駅まで徒歩で約9分。
- 名古屋市営地下鉄名城線 西高蔵駅まで徒歩で約7分。